# 福津市複合文化センター
福津市複合文化センター（ふくつしふくごうぶんかセンター）は、公共施設。愛称はカメリアステージ。

## 概要
2017年（平成29年）7月、「図書・歴史資料館」が加わり全面オープン。 同所にはコンサートなど、イベントが行われる「福津市文化会館カメリアホール」と、図書館と歴史資料館が一体化した「図書・歴史資料館」がある。2024年夏より長期休館予定

## 住所
福岡県福津市津屋崎1-7-2

## 施設内容
福津市文化会館カメリアホール
- 開館時間 = 9:00〜 22:00
- 休館日 = 毎週火曜日(祝日の場合は翌平日)・年末年始(12月28日〜1月4日)

図書・歴史資料館
- 開館時間 = 10:00〜20:00（2018年8月1日から変更）
- 休館日 = 毎週火曜日(祝日の場合は翌平日)・年末年始(12月28日〜1月4日)